# Звёзды главной последовательности спектрального класса O
Звезды главной последовательности спектрального класса O (O V) — карликовые звезды главной последовательности, использующие водород в качестве «топлива», спектрального класса O и класса светимости V. Эти звезды имеют массу в 15-90 раз больше массы Солнца и температуры поверхности от 30 000 К до 50 000 К. Звезды O-класса чрезвычайно яркие: от 40 000 до 1 000 000 раз больше светимостей Солнца и голубые по цвету. Поскольку звезды главной последовательности называются карликовыми звёздами, то этот класс звёзд можно также назвать голубыми карликами (не путать с называемым так же голубым карликом — гипотетическим классом звёзд массой от 0,5 солнечной и ниже).

## Спектральные характеристики стандартных звёзд

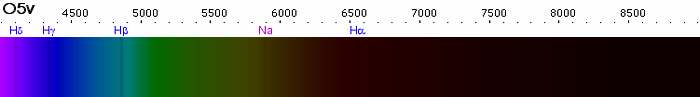
Спектр звезды класса

«Стандартными свечами», которые определяют сетку для звёзд главной последовательности спектрального класса О, то есть теми стандартными звёздами, которые не изменились с начала 20-го века, являются S Единорога (O7V) и 10 Ящерицы (O9V).
В атласе Меркана-Кинана-Келлермана (MKK), «Йерк от 1943 года» перечислены стандартные свечи спектрального класса O от O5 до O9, а также стандартные свечи класса светимости O9s. Двумя стандартными свечами класса O9V были Йота Ориона и 10 Ящерицы. Пересмотренные стандарты («МК»), представленные в списке Johnson&Morgan (1953), не перечислили никаких изменений для классов от O5 до O8, но перечислены 5 стандартных свечей спектрального класса O9V (HD 46202, HD 52266, HD 57682, 14 Цефея, 10 Ящерицы) и 3 стандартных свечи спектрального класса O9.5V (AE Возничего, Сигма Ориона, Дзета Змееносца). В важном обзоре спектральной классификации, проведённом У. Морганом и Ф. Кинаном (1973), перечислены «пересмотренные МК» стандартные свечи для спектрального класса O4 -O7, но опять же нет разделения стандартных свечей по классам светимости. В этом обзоре также перечислены стандартные свечи главной последовательности спектрального класса O9V для 10 Ящерицы и O9.5V для Сигма Ориона.
Классы светимости для звёзд спектрального класса O для подклассов ранее, чем O5, не определялись для стандартных звёзд до 1970-х годов. В спектральном атласе Morgan, Abt & Tapscott (1978) определены несколько стандартных звёзд главной последовательности спектрального класса O (класс светимости «V»): HD 46223 (O4V), HD 46150 (O5V), HD 199579 (O6V), HD 47839 (O7V), HD 46149 (O8V) и HD 46202 (O9V). Walborn & Fitzpartrick (1990) предоставили первый цифровой атлас спектров для звёзд спектрального класса OB и включили в стандарт основной последовательности для спектрального класса O3V (HDE 303308). Спектральный класс O2 был определён в Walborn et al. (2002), для звезды BI 253, действующей в качестве стандартной свечи для класса O2V (фактически класса «O2V((f*))»). Они также пересмотрели HDE 303308 в качестве стандартной свечи для класса O4V и перечислили новые стандартные свечи для класса O3V (HD 64568 и LH 10-3058).

## Свойства
Звезды главной последовательности спектрального класса O очень редки. Подсчитано, что во всем Млечном Пути не более 20 000 звёзд класса О, то есть примерно одна на 10 000 000 звёзд. Звезды главной последовательности спектрального класса O имеют массу от 15 до 90 {\displaystyle M_{\bigodot }} и температуры поверхности от 30 000 К до 50 000 К. Их болометрическая яркость составляет от 30000 до 1 000 000 {\displaystyle L_{\bigodot }}. А вот их радиусы весьма скромны и имеют размер порядка 10 {\displaystyle R_{\bigodot }}. Их поверхностная гравитация примерно в 10 000 раз больше, чем у поверхности Земли и составляет порядка 4,00 СГС , то есть относительно низкая для звезды главной последовательности. Их абсолютная звёздная величина колеблются в пределах от −4m (то есть в 3400 раз ярче, Солнца), до −5,8m (то есть в 18 000 раз ярче, Солнца).
Звезды главной последовательности спектрального класса O очень молоды, им не более нескольких миллионов лет, и в нашей галактике все они имеют высокую металличность, примерно вдвое большую, чем у Солнца. Звезды главной последовательности спектрального класса O в Большом Магеллановом Облаке с более низкой металличностью, имеют заметно более высокие температуры, причём наиболее очевидной причиной является более низкая скорость потери массы. Самые светящиеся звезды класса O имеют скорость потери массы более чем в миллионную часть солнечной массы в год, хотя наименее светящиеся теряют гораздо меньше. Их звёздные ветры имеют предельную скорость около 2000 км/с.

## Примечательные звезды главной последовательности класса O
- Тета Мухи — звезда Вольфа-Райе, видимая невооружённым глазом, но большая часть видимого света создаётся спутником главной последовательности спектрального класса O и сверхгигантом спектрального класса OB;
- 9 Стрельца — спектрально-двойная звезда, содержащая звёзды главной последовательности спектрального класса O3.5 и O5-5.5, что делает её самой яркой звездой в туманности Лагуна;
- Мю Голубя — видимая невооружённым глазом звезда главной последовательности спектрального класса O9.5V;
- Тета¹ Ориона C — самая яркая звезда в скоплении Трапеции в туманности Ориона, звезда главной последовательности спектрального класса О6V с более слабым спектроскопическим спутником;
- Дзета Змееносца — звезда главной последовательности спектрального класса O9.5V, самая яркая в небе с величиной +2,569m.